# Védrines-Saint-Loup
Védrines-Saint-Loup ist ein zentralfranzösischer Ort und eine Gemeinde mit 120 Einwohnern (Stand: 1. Januar 2022) im Département Cantal in der Region Auvergne-Rhône-Alpes. Die Gemeinde gehört zum Arrondissement Saint-Flour und zum Kanton Neuvéglise-sur-Truyère.

## Lage
Védrines-Saint-Loup liegt etwa 15 Kilometer ostnordöstlich von Saint-Flour. Umgeben wird Védrines-Saint-Loup von den Nachbargemeinden Soulages im Norden, Chastel im Osten, Clavières im Südosten, Ruynes-en-Margeride im Süden und Südwesten, Vabres im Südwesten sowie Montchamp im Westen.

## Bevölkerungsentwicklung
| Jahr                       | 1962 | 1966 | 1975 | 1982 | 1990 | 1999 | 2006 | 2019 |
| Einwohner                  | 318  | 305  | 238  | 217  | 184  | 162  | 150  | 141  |
| Quellen: Cassini und INSEE |      |      |      |      |      |      |      |      |

## Sehenswürdigkeiten

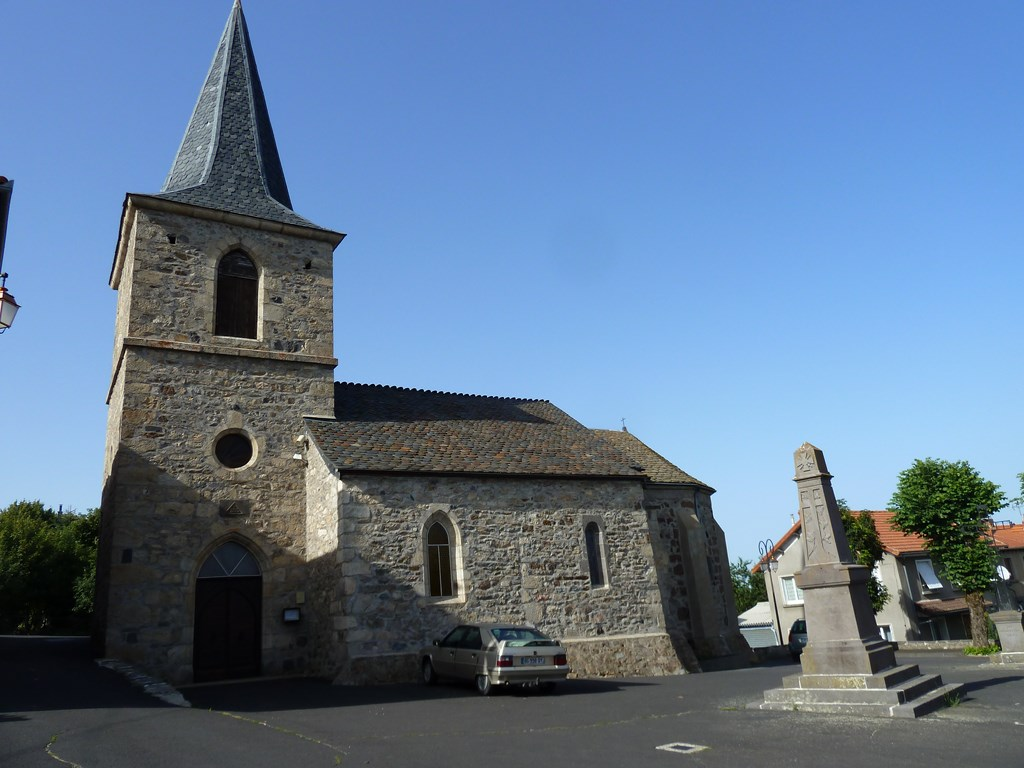
Kirche Saint-Loup

- Kirche Saint-Loup oder Saint-Leu